# Хавана (Тексас)
Хавана (енгл. Havana) насељено је место без административног статуса у америчкој савезној држави Тексас.

## Демографија
По попису из 2010. године број становника је 407, што је 45 (-10,0%) становника мање него 2000. године.
| Група             | 2000.       | 2010.       |
| Белци             | 6 (1,3%)    | 2 (0,5%)    |
| Афроамериканци    | 0 (0,0%)    | 1 (0,2%)    |
| Азијати           | 0 (0,0%)    | 1 (0,2%)    |
| Хиспаноамериканци | 446 (98,7%) | 404 (99,3%) |
| Укупно            | 452         | 407         |